# Мезар гидик
Мезар гидик е проход на високопланинския рид Персенк в Родопите. Наименованието е от турско-арабски произход и означава Гробен проход. Обяснение за възникването и закрепването на Мезар гидик в местните имена е дадено в книгата „Перилик и Персенк с Мезар гидик“.
Височината на прохода Мезар гидик при превала, билото на рида Персенк е около 1 900 м. Суровите климатични условия са си казали думата. Всички материални останки са били подложени на безпощадното въздействие на климата стотици години. Това малко известно днес място е било основен и най-труден участък от оживения Централен родопски път в продължение на две хилядолетия.
        До края на Римската империя постът или малкият гарнизон на Мезар гидик е имал задачата да го охранява, да регулира и поддържа проходимостта на прохода. Предвид съчетанието от трудни условия в района вероятно не е имал за задача да извлича падналите в дерето коли или останките от тях. За животните даже не отваряме дума. По-важно е било Проходът да функционира. А те, останките са се трупали в дерето от пролетта до ранна или късна есен. На пролет върху прогнилите остатъци от старите са падали нови останки. Храстите, а вероятно и дървета са задържали някои от тях на склона под пътя. Тази неприятна гледка по принуда е съпровождала преминаващите.
        Възможно е новите завоеватели да са станали свидетели на такова гробище и да са му дали съответното име. Активното използване на пътя е продължило. Редовна охрана на теснината обаче е липсвала. Оставям на въображението на читателя какво е ставало при неочаквана среща на две товарни коли в северната му част.
        Преодоляването на преградата Персенк не е шега работа. Имало е пряк страничен ефект.
        Стигайки поредното, вероятно най-сериозното препятствие от централния маршрут през Родопите, товарните коли са спирали за кратко или по-дълго. След преодоляването на Прохода, в най-добрия случай наранените или осакатени животни е можело да бъдат оставени на охраната или предадени на отговорно пазене на познат на мястото за изчакване. В масовия случай тежко пострадалите или умъртвени животни, както и паднали коли са били изоставяни в дерето или са провисвали по източната му стена, ако някой храст ги е подпрял при падането. Те са образували това, което преминаващите наричат „гробище“.
         Вероятно е имало и погребение на хора. При организирано преминаване, както и според капризите на времето колоната спира и изчаква на определено място. Тогава има възможност да се положат грижи за болен или ранен насред път.
        Възможно е, също така, наименуването да е станало еднократно, ударно, непосредствено след най-близкото по време известно масово преминаване на с хора (с обоз), отразено в писмен източник – похода за Мора. Доколко е била плашеща гледката в района на Мезар гидик, след като оттам са минали най-малко 50 000 души аскер с обоз и изхвърлените тогава останки от животни, коли, предмети и пр., не знаем с точност.
Походът за Мора (остров Крит) е описан в летописния разказ на манастира „Св. Св. Петър и Павел“ при село Баткун. Първият му препис на разбираем за нашите съвременници език е извършен през 1894 г. Когато се запознаем с него разбираме, че редовните превози и пътувания през Родопите бледнеят пред картината с масово преминаване на завоевателя през района. А текстът гласи: “През 1670 година султан Ахмед завоюва против Мора и изпрати през морето 105 000 души войска и по суша 150 000. Тогава заминаха през Пловдив 6 паши, от които единият се казваше Мехмед паша. При преминаването си застраши родопските села, че ще ги оплени при завръщането си и ще изколи християните, и ги съветвал да се изтурчат, за да останат свободни от данъци и ангарии. От това като се уплашиха селата, приеха ислямизма".
Войната против Мора е една от свещените войни на Османската империя срещу християните, този път срещу венецианците на остров Крит. Интерес представлява числото 150 хиляди души войска, изпратени по суша. Това са войници, които по заповед на султана са снети от гарнизоните в по-новите северни територии на Империята и изпратени към пристанища на Егейско море. Това множество от 150 000 души, заедно с обозите с провизии и всички необходими за война оръжия и припаси, ако се доверим на средновековния летописец, е преминало по най-краткия за онова време път – през Родопите. Трудно е да си представим картината и последиците от този поход. 150 000 души – това е пълноценна армия! В днешно време в нашата малка страна хората, които могат оценят такъв грандиозен марш, сигурно вече се броят на пръстите на двете ръце. За тези, които са гледали филма „Хан Аспарух“, можем да го сравним с колоните на византийските войници, които прииждат, за да обсадят Онгъла. Нека уточним, че такава армия по правило се придвижва по няколко маршрута. Първостепенните пътища, по които са можели да се придвижат, са западният, централният и източният родопски (римски) пътища (класификация по проф. Митко Маджаров). Със сигурност голяма част, най-малко 50 000 души, е преминала през централния родопски път. С тях и тежък, рядко срещан по тези места обоз. Според полк. Ангел Вълчев, а и според особеностите на тази високопланинска местност множеството е преминало в участъка подножието на връх Модър – прохода Мезар гидик.
Спомената отсечка се явява част от билото на рида Кара Балкан. При изкачването към високото войската е била прекарана по най-краткия централен родопски път, започващ от Перущица или днешното село Брестовица (Чепидже). В околностите на Брестовица и до днес са оцелели отделни части от централния родопски път.
Ще припомня, че така описаният поход е малка част от историческата действителност за района и движението през него, понеже броят на досега откритите писмени източници е силно ограничен. А историята разбира се, не започва и не свършва с похода на османските турци за войната на о. Крит. Може би затова при първото ми запознанство с Персенк и Мезар гидик съм се запитал: “Кой знае колко народ се е извървял оттук?“
Наш българин разказваше, че през годините в началото на миналия век потегля рано сутринта пеш от Ставруполис (Кръстополе) и вечерта пристига в долината на днешния Смолян (Пашмакли). Това разбира се става през по-топлите месеци от годината. Пешият ход е съпоставим с движението на товарна кола, теглена от впрегатен добитък. Около третия ден такава кола, потеглила от района на Беломорието недалеч от Ксанти, е стигала южното подножие на рида Персенк. За приближаването до билото на Родопите пътуващите са били подсещани от вятъра, свирещ в игличките на боровете, а за близостта на Мезар гидик от писъка на хищни птици, които от пролет до есен са се виели над теснината в очакване на поредните органични останки.
Такъв разчет на времето, около три дни, важи и за товарна кола, потеглила от Филипополис в посока на юг през Родопите.
Колите, стигнали долния южен край на прохода Мезар гидик, както и тези на горния му северен край са можели да преминат теснината от движение. При наличие обаче на съчетание или комплекс от негативни фактори – струпване на хора, коли, животни, както и при лошо време с ниски температури, се е налагало да изчакат.